# Sciades pulchellus
Sciades pulchellus là một loài bọ cánh cứng trong họ Cerambycidae.